# Theodor Constantin
Theodor Constantin (n. 21 noiembrie 1910, Brăila, România – d. 29 august 1975, București, România) a fost un prozator român. El a scris poezii, nuvele, proză fantastică, scenarii de film, piese de teatru, memorii de călătorie și cărți pentru copii, fiind însă cunoscut ca autor de romane polițiste și mai ales a celor nouă romane de spionaj, care prezintă activitatea trustului internațional „Nebel”.

## Biografie
A rămas orfan de tată la vârsta de șapte ani, fiind trimis la orfelinat. A absolvit Facultatea de Teologie din București (1937) și Facultatea de Filosofie din Cernăuți (1939), după care a lucrat în calitate de corector la Editura „Cugetarea”, între 1939 și 1946.
S-a căsătorit cu evreica Clara Klein, care a fost trimisă într-un lagăr din Transnistria între anii 1942 și 1944. Cei doi au avut un singur copil, Horia, care a absolvit studii de regie de film și a fugit în anii comunismului în Italia, unde a așteptat obținerea vizei pentru Canada. A fost găsit mort acolo, iar autoritățile au catalogat acest caz drept sinucidere.
Theodor Constantin a fost director la Direcția de Presă și Edituri a Ministerului Culturii (1952–1955), director al Editurii Științifice (1955–1958), apoi redactor-șef al Editurii Tineretului (1958–1960). A fost concediat de la conducerea Direcției de Presă și Edituri a Ministerului Culturii după ce a publicat un manuscris despre răpirea Bucovinei.
A murit pe 29 august 1975, iar Uniunea Scriitorilor a refuzat să-i acorde un loc de veci pe Aleea Scriitorilor din Cimitirul Bellu.

## Operă
A debutat ca licean în revista brăileană Luceafărul literar și artistic, iar editorial cu placheta de versuri Stanțe pentru nemurirea altora (1934), publicată la Cernăuți. Se face remarcat prin romanul fantastic Casa cu neguri, publicat în 1946.
Romanul polițist La miezul nopții va cădea o stea, care prezenta un caz de spionaj militar din timpul celui de-al Doilea Război Mondial, a fost publicat în 1957, fiind reeditat în ediții succesive și tradus în 16 limbi; el a fost sursa de inspirație a filmului Secretul cifrului (1960), regizat de Lucian Bratu. Scenariul filmului a fost scris de romancier împreună cu Dumitru Carabăț, iar filmul a avut succes, fiind vizionat de peste cinci milioane de spectatori.
Ulterior, Theodor Constantin a început să scrie un ciclu de nouă romane de spionaj, intitulat ciclul „Nebel”. Primul roman din serie a fost Fiul lui Monte Cristo, publicat la Editura Tineretului în 1958, iar majoritatea cărților au fost scrise între anii 1965 și 1973.
Numele scriitorului a fost inclus în Dicționarul general al literaturii române, editat de Academia Română, și în Dicționarul biografic al literaturii române.

## Distincții
- Ordinul Muncii clasa a III-a (30 decembrie 1957) „cu prilejul împlinirii a 10 ani de la proclamarea Republicii Populare Romîne și pentru merite deosebite în activitatea cultural-artistică”[6]

## Scrieri
- Stanțe pentru nemurirea altora, Cernăuți, 1934;
- Vrăjitoarea, București, 1939;
- Casa cu neguri, București, 1946;
- Sfat cu făpturile basmului, București, 1955;
- La miezul nopții va cădea o stea, București, 1957;
- Fiul lui Monte Cristo, București, 1958;
- Se destramă noaptea, București, 1960;
- Urmărirea abia începe, București, 1962;
- Ultima rafală, București, 1962;
- Casa de pe colină, București, 1964;
- A doua repriză, București, 1964;
- Căpitanul de cursă lungă, București, 1965;
- Doamna în mov, București, 1966;
- Enigma „Profesor Rebegea", București, 1966;
- Adevărul despre Luca Cristogel, București, 1967;
- Cum a murit Claudiu Azimioară, București, 1968;
- Johnny Boambă, București, 1968;
- Cea de-a treia pistă, București, 1969;
- Balthazar sosește luni, București, 1970;
- Astă-seară, relache, București, 1971;
- Doamna cu voaletă din Balt-Orient-Expres, 1971;
- Mătrăgună contra Monseniorului, București, 1971;
- Muntele morții, București, 1972;
- Crizanteme pentru Erna, București, 1973;
- Magdalena de la miezul nopții, București, 1975;
- Răzbunarea lui Ionuț, București, 1980.